# Abdulrazak Gurnah
Abdulrazak Gurnah (Zanzibár, 1948. december 20. –) zanzibári író, irodalomtörténész. Irodalmi munkássága a gyarmatosítás és a menekülti lét témáját dolgozza fel, munkáit angol nyelven írja. 2021-ben megkapta az irodalmi Nobel-díjat.

## Életpályája
Zanzibár szigetén született, ahonnan a zanzibári forradalom során, tizennyolc évesen menekült el az arab lakosságot ért üldöztetés elől. 1968-ban az Egyesült Királyságba ment, ott kezdte meg egyetemi tanulmányait a canterbury-i Christ Church College-ben (amelynek diplomáit akkor a University of London adta ki). Diplomájának megszerzése után Nigériában volt egyetemi oktató. 1982-ben a Kenti Egyetemen szerezte meg PhD-fokozatát, ezt követően nyugdíjazásáig az egyetem oktatója, később professzora, ahol angol nyelvi és irodalmi kurzusokat tartott. Fő kutatási területe a gyarmati irodalmak, főleg Afrika, a Karib-térség és India. Gurnah számos kutatási projektet vezetett, így Salman Rushdie, V. S. Naipaul, Anthony Burgess vagy Jamaica Kincaid írásairól.
2006-ban a brit Royal Society of Literature tagjává választották, 2016-ban pedig a Man Booker-díj zsűrijének tagja volt. 2021-ben Gurnahnak ítélték oda az irodalmi Nobel-díjat, amiért „kompromisszum nélkül és együttérző belátással foglalkozik a kolonializmus hatásával, és a kultúrák és kontinensek közötti határok menekültjével.”

## Megjelent művei

### Regények
- Memory of Departure. Jonathan Cape, London, 1987
- Pilgrims Way. Jonathan Cape, London, 1988
- Dottie. Cape, London, 1990
- Paradise. Hamish Hamilton, London, 1994
- Admiring Silence. Hamish Hamilton, London, 1996
- By the Sea. Bloomsbury, London, 2001
- Desertion. Bloomsbury, London, 2006
- The Last Gift. Bloomsbury, London, 2011
- Gravel Heart. Bloomsbury, London, 2017
- Afterlives. Bloomsbury, London, 2020

### Esszék
- Essays on African Writing 1: A re-evaluation. Heinemann, Oxford, 1993
- Essays on African Writing 2: Contemporary Literature. Heinemann, Oxford, 1995

### Magyarul
- Utóéletek; ford. Neset Adrienn; Európa, Budapest, 2022
- Paradicsom; ford. Neset Adrienn; Európa, Budapest, 2023
- Az utolsó ajándék; ford. Csuhai István; Európa, Budapest, 2024
- Cserben hagyás; ford. Greskovits Endre; Európa, Budapest, 2024